# Ichon, Kangwon
Ichon (Hán Việt: Y Xuyên) là một huyện thuộc tỉnh Kangwon tại Cộng hòa Dân chủ Nhân dân Triều Tiên. Địa hình của huyện chủ yếu là đồi núi; đỉnh cao nhất là Myongidoksan, cao 1.585 mét so với mực nước biển. Ranh giới của huyện chạy dọc theo dãu núi Masikryong và dãy núi Ryongam. Dòng sông chính trên địa bàn là Imjin.
Nông nghiệp chỉ phát triển ở những vùng thấp. Nuôi tằm cũng được phát triển trên điạh bàn. Với lượng gỗ dồi dào, ngành xẻ gỗ dóng một vai trò quan trọng. Các loại khoáng sản của huyện là vàng, amiăng, niken và chì. Huyện có cả đường sắt và đường bộ, Ga Ichon Chongnyon nằm trên tuyến đường sắt Chongnyon Ichon.
Năm 2008, dân số toàn huyện Inchon là 57.563 người (27.196 nam và 30.367 nữ), trong số đó, dân cư đô thị có 12.458 người (21,6%) còn dân số nông thôn là 45.105 người (78,4%).